# 유도 폭탄

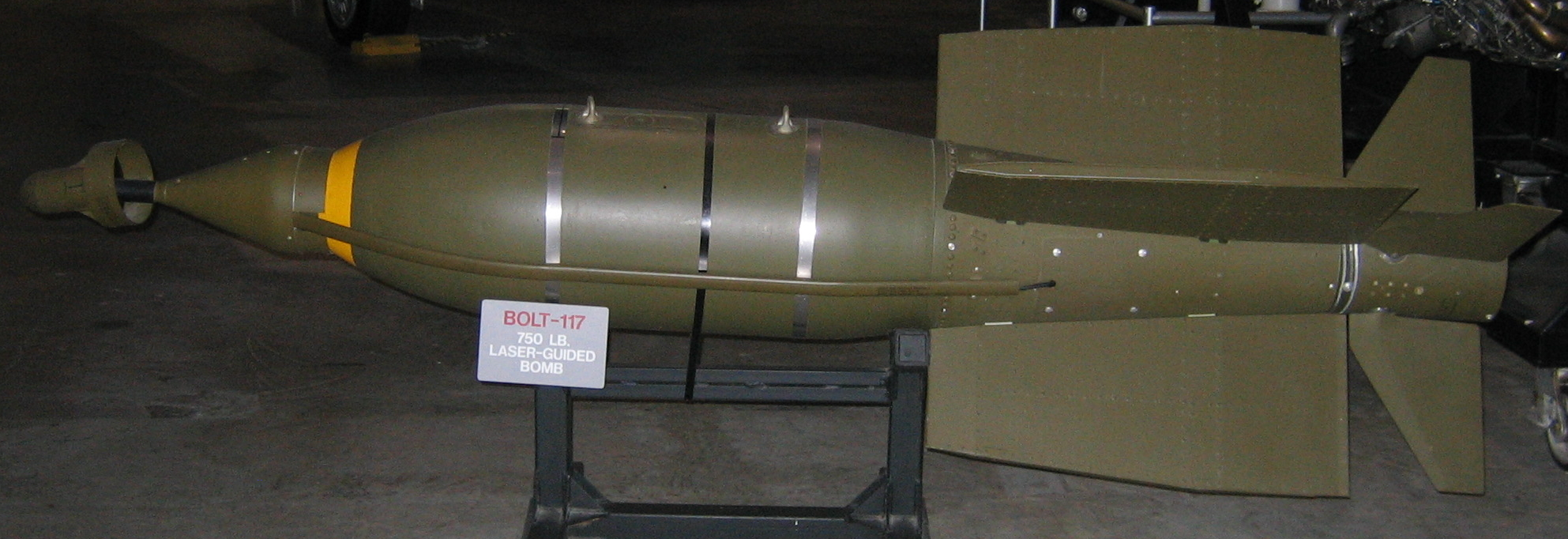
BOLT-117. 세계 최초의 레이저 유도 폭탄

유도 폭탄(guided bomb)은 더 작은 원형 공산 오차(CEP)를 달성하도록 설계된 정밀 유도 탄약이다.
정밀 유도 탄약의 개발로 인해 오래된 폭탄의 이름이 무유도 폭탄(unguided bomb)으로 소급 변경되었다.

## 유도
유도 폭탄에는 일반적으로 외부 장치에서 모니터링 및 제어되는 유도 시스템이 있다. 주어진 무게의 유도 폭탄은 유도 메커니즘을 수용하기 위해 더 적은 수의 폭발물을 운반해야 한다.

### 위성
1차 걸프전에서 배운 교훈은 정밀 탄약의 가치를 보여주었지만 특히 공중에서 지상이나 표적에 대한 시야가 저하될 때 이를 사용하는 데 어려움이 있다는 점도 강조했다. 미국의 GPS 시스템을 유도용으로 활용하는 JDAM(Joint Direct Attack Munition), JSOW(Joint Stand-Off Weapon) 등 위성 유도 무기에는 시야 불량 문제가 영향을 미치지 않는다. 이 무기는 지상 지원 없이 모든 기상 조건에서 사용할 수 있다. GPS 교란이 가능하므로 GPS 신호가 손실될 경우 안내 패키지가 관성 항법으로 되돌아간다. 관성 항법은 정확도가 상당히 떨어진다. JDAM은 GPS 유도 하에서 13m의 공개된 원형 오차 확률(CEP)을 달성하지만 일반적으로 관성 유도 하에서는 30m(자유 낙하 시간 100초 이하)에 불과하다.

## 같이 보기
- M982 엑스칼리버
- 순항 미사일
- 미사일
- 미사일 유도
- 근접 센서
- 한국형 GPS 유도폭탄